# Jack Heaton
John Rutherford „Jack“ Heaton (* 9. September 1908 in New Haven, Connecticut; † 10. September 1976 in Paris, Frankreich) war ein US-amerikanischer Skeleton- und Bobfahrer.

## Karriere
Jack Heaton verbrachte in den 1920er Jahren seine Winterferien im schweizerischen St. Moritz. Dort kam er wie auch sein Bruder Jennison Heaton mit dem Skeleton in Verbindung. Beide traten bei der ersten olympischen Austragung der Sportart 1928 an. Sein Bruder gewann überraschend die Goldmedaille, Jack Heaton hinter seinem Bruder Silber. Vier Jahre später war Skeleton nicht im olympischen Programm von Lake Placid. Heaton trat nun als Bobpilot an. Mit seinem Partner Robert Minton gewann er die Bronzemedaille im Zweierbob-Wettbewerb. Nachdem Skeleton bei den Spielen 1948 erneut auf dem Programm der Spiele von St. Moritz stand, nahm Heaton erneut teil und gewann wie schon 20 Jahre zuvor die Silbermedaille hinter dem Überraschungssieger Nino Bibbia und vor dem Favoriten John Crammond. Bei den Spielen von 1948 war Heaton der Flaggenträger des US-Teams.